# Азотни торове
Азотните торове са химически продукти, съдържащи азот, внасяни в почвата за торене на селскостопански култури.
В България се използват:
- калциев нитрат със съдържание на азота 12 – 15%;
- чилийска (чилска) селитра или натриева селитра 16%;
- индиийска селитра или калиева селитра 13% – за предсеитбено торене;
- амониев сулфат 20% – при поливни площи;
- амониева селитра 33% – за предсеитбено торене и за подхранване;
- карбамид 46%;
- калциев цианамид 20 – 22% – за предсеитбено торене.

Течни азотни торове са:
- втечнен амоняк 82%;
- амонякати 37 – 40%;
- амонячна вода 20%.